# 罗甸秋海棠
罗甸秋海棠（学名：Begonia porteri）为秋海棠科秋海棠属的植物。分布在中国大陆的贵州、广西等地，目前尚未由人工引种栽培。

## 别名
单花秋海棠（中国高等植物图鉴编）